# Cercopithecus campbelli
Cercopithecus campbelli là một loài động vật có vú trong họ Cercopithecidae, bộ Linh trưởng. Loài này được Waterhouse mô tả năm 1838.
Loài này được tìm thấy ở Bờ Biển Ngà, Gambia, Ghana, Guinea, Guinea-Bissau, Liberia, Senegal, và Sierra Leone.

## Hình ảnh

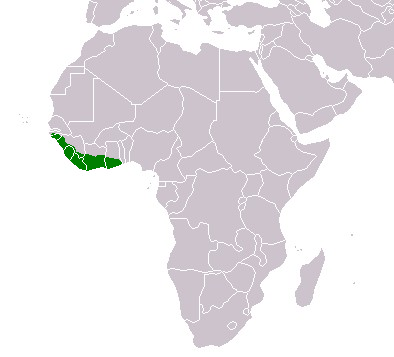
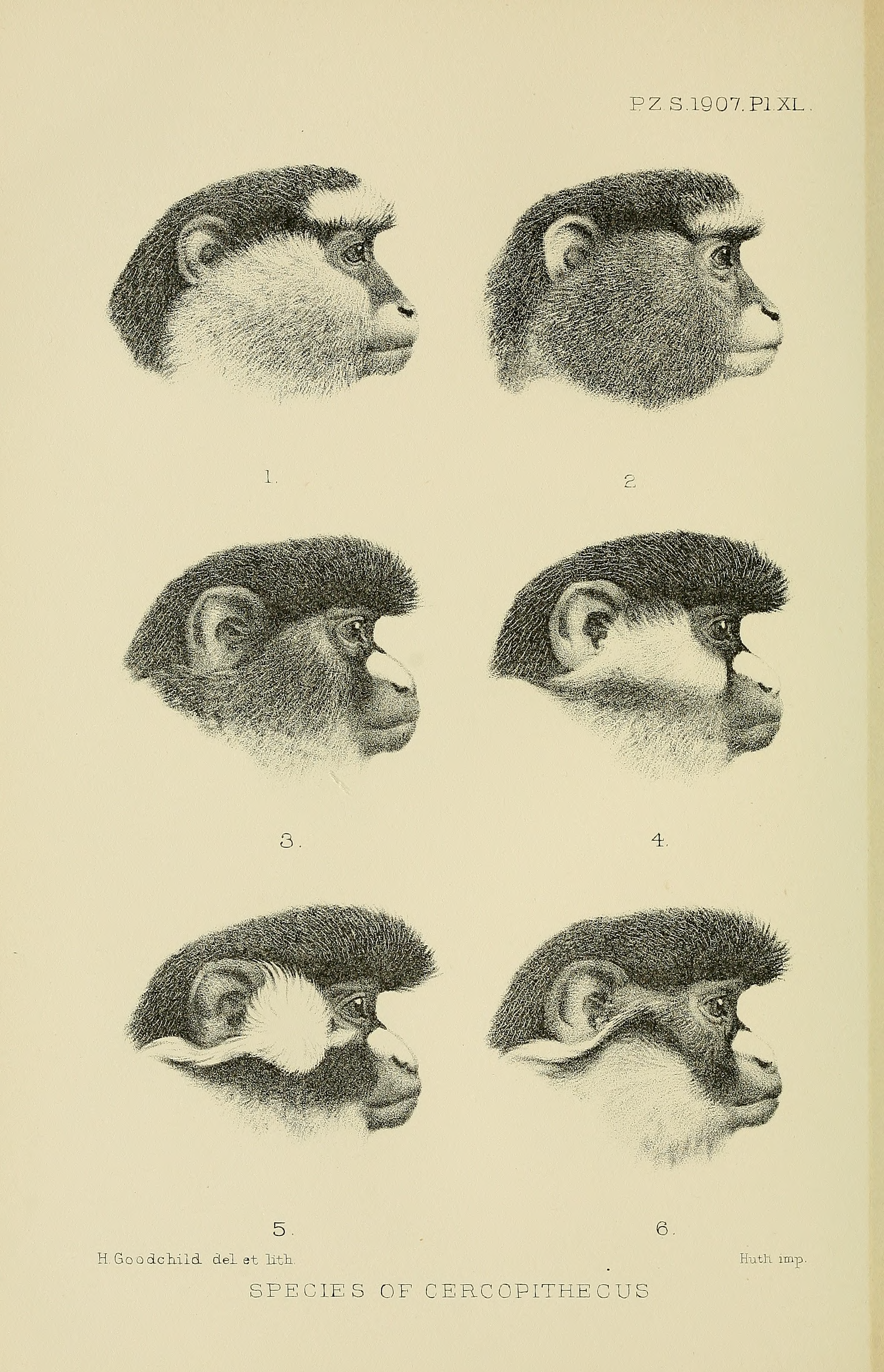